# Антарктическая платформа
Восточная Антарктическая платформа — древняя докембрийская тектонически стабильная структура земной коры, которая занимает восточную часть Антарктиды. Относится к платформам гондванской группы. На западе ограничена байкалидами Трансантарктических гор. Площадь около 8 миллионов км². Мощность земной коры около 40 км.
Кристаллический фундамент имеет архейский возраст и сложен из пород гранулитовой и амфибалитовой фаций метаморфизма (эндербиты, чарнакиты, гнейсы, хрустальные сланцы), которые прорваны интрузиями магматических пород. Породы фундамента выходят на подлёдную поверхность вдоль побережья, откуда постепенно погружаются в сторону Трансантарктических гор.
Платформенный чехол расширен в западной части (мощность 3000-4000 м). Преобладают рифейско-нижнепалеозойские вулканогенно-осадковые породы (мощность до 2000 м), которые образуют депрессии на западе и авлакогены на востоке. Верхнепалеозойские породы на антарктической платформе развиты спорадически (конгломераты, песчаники, каменные угли пермского возраста, общей мощностью до 1300 м). Верхнюю часть чехла составляют среднеюрские базальты, мощность которых достигает 1500 м.

## Теории формирования
За последний миллиард лет Восточная Антарктида переместилась из тропических (и субтропических) южных широт в своё нынешнее местоположение, где весь Восточно-Антарктический щит расположен к югу от полярного круга.
Несмотря на то, что платформа практически не двигалась последние 75 миллионов лет, Восточно-Антарктический щит сыграл важную роль в расположении и движении окружающих его плит во время слияния и разделения суперконтинентов Родиния, Гондвана и Пангея. Поскольку поверхность щита покрыта льдом и поэтому недоступна напрямую, информация о его тектонической истории получена в основном из сейсмических данных и образцов камня. Геологи используют эти данные для определения типов горных пород, определения возраста пород с помощью методов радиоизотопного датирования, выявления истории климата по соотношению изотопов и отслеживания движения щита на основе меняющихся магнитных свойств. 
К сожалению, существует лишь несколько мест, где данные можно собрать непосредственно из породы, и даже в этих местах обнаженные участки центрального кратона могут вводить в заблуждение. Оно связано с деформацией позднего неопротерозоя и кембрия, переменным наложением отпечатков кембрийской тектоники и присутствием более молодых метаседиментов.
На фундамент локально наложены недеформированные отложения девонского и юрского периодов, а также юрские толеитовые плутонические и вулканические породы. Эти знания о структурных особенностях и составе щита ведут к разработке тектонической истории. Традиционные модели геологии Восточно-Антарктического щита обычно предполагают трехэтапную тектоническую историю, которая включает:
1. стабилизацию различных архейских и палеопротерозойских кратонов (1600 млн лет назад);
2. развитие высокосортного позднего мезопротерозойского - раннего неопротерозойского (1300-900 млн лет назад) подвижного пояса, который приблизительно следует современному побережью Восточной Антарктиды;
3. тектонизм от низкого до высокого уровня позднего неопротерозоя до ордовика (550-450 млн лет назад) в орогене Росса, расположенном в районе современных Трансантарктических гор, в сочетании со статическим тепловым наложением во внутренней части кратона[2].